# Нечаївка (Черкаський район)
Неча́ївка —  село в Україні, у Черкаському районі Черкаської області, підпорядковане Червонослобідській сільській громаді. У селі мешкає 858 людей.

## Географія
Село розташоване за 25 км від міста Черкаси, на лівому березі річки Тясмин, за 25 км розкинулося зі сходу на захід вздовж старої козацької дороги Чигирин — Сміла. Лежить серед густого соснового лісу на легких піщаних ґрунтах. Порівняно із пагорбами та ярами правого берега Тясмину, лівий берег схожий на справжнє Полісся.

## Історія
Відомо, що село виникло в другій половині XVI ст. і, можливо, назва його походить від прізвища сотника Нечая.
Розділяється село хвойним лісом (засаджений у XX ст.) протяжністю 3 км, частина якого, а саме Вовча Балка, була заселена на початку XX ст.
Частина Нечаївки, розташована вздовж Тясмину, має назву «село», а інша — «степ».
У часи Визвольної війни 1648 — 1657 рр. з жителів сіл Вертуни та Нечаївка була створена сотня, яка в складі Черкаського полку під проводом Максима Кривоноса брала участь у боротьбі з польською шляхтою. 
У 20ті — 30-ті роки XX століття чимало жителів села зазнали політичних репресій. Відомі смерті й у 1932—1933 через Голодомор, проте велику кількість жителів села врятувало сприятливе географічне розташування.
В роки німецько-радянської війни село перебувало під німецькою окупацією й було звільнено лише у лютому 1944 р. У боях з нацистами загинуло 192 жителів Нечаївки, 30 осіб вивезено в неволю.
Сьогодні в селі функціонують сільський клуб, загальноосвітня школа I-II ступенів, бібліотека, один магазин.
Діє церква Різдва Пресвятої Богородиці, збудована в другій половині XVIII.

### Згадки про село

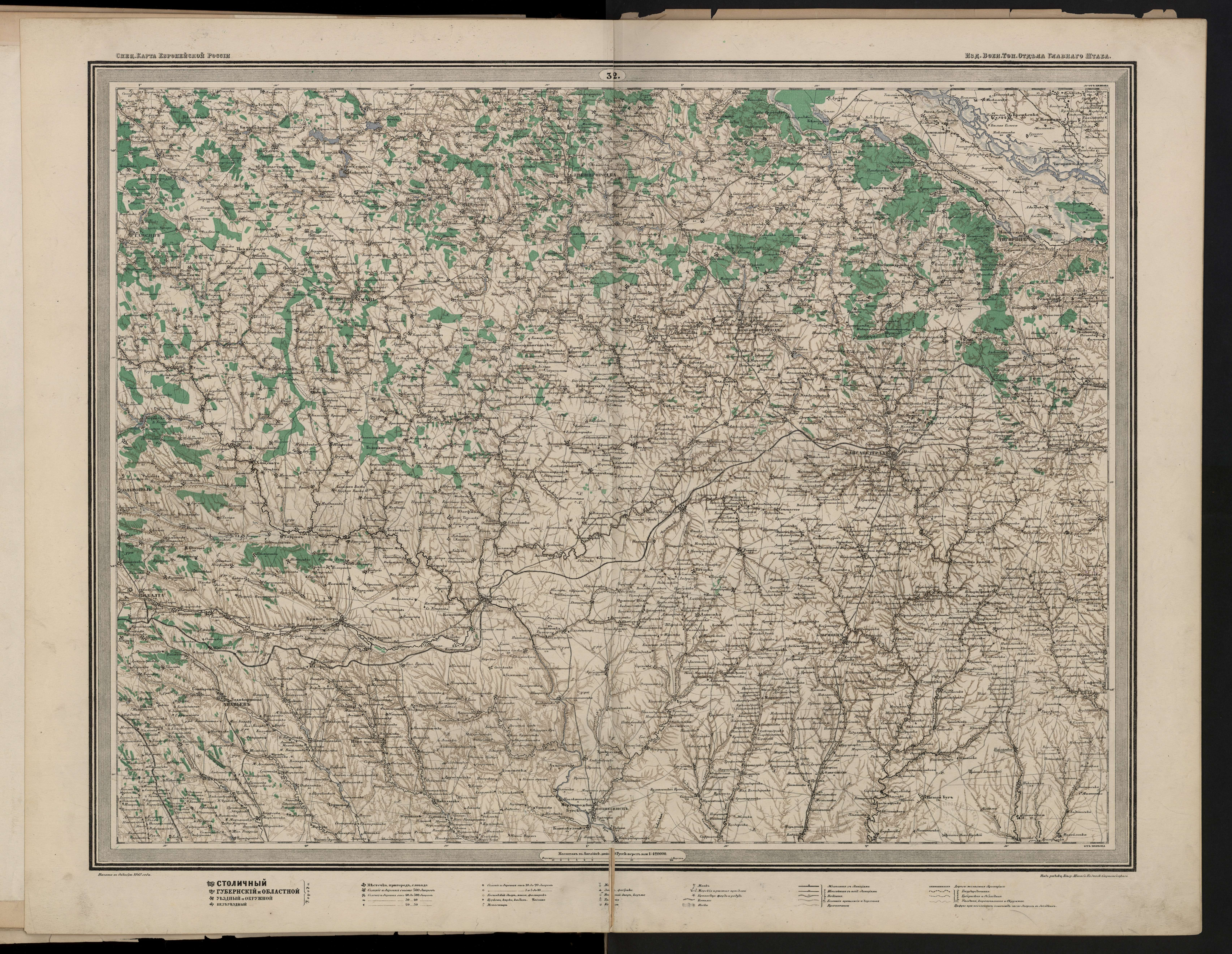
Карта 1865 р., де позначене с. Нечаївка

Л. Похилевич : "...село на лівій стороні річки Тясмин, який утворює тут найширший ставок на три версти завдовжки та до версти завширшки. Жителів обох статей 936... Церква Різдво-Богородична, дерев'яна. 6-го класу; землі має 36 десятин, побудована в другій половині минулого століття".

## Населення

### Мовний склад
Рідна мова населення за даними перепису 2001 року:
| Мова       | Чисельність, осіб | Доля     |
| ---------- | ----------------- | -------- |
| Українська | 831               | 96,85 %  |
| Російська  | 27                | 3,15 %   |
| Разом      | 858               | 100,00 % |